# Ielena Danilova (football)
Pour les articles homonymes, voir Ielena Danilova et Danilova.
Ielena Danilova, née le 17 juin 1987 à Voronej, est une footballeuse russe évoluant au poste d' attaquante. Elle évolue dans l'équipe du Riazan VDV au sein du championnat de Russie féminin depuis 2012, et avec l'équipe nationale de Russie depuis 2003.

## Biographie
Elle participe aux éliminatoires de la Coupe du monde 2019 et marque 6 buts lors de la phase de groupe.